# Сложная трёхчастная форма
Сложная трёхчастная форма — музыкальная репризная трёхчастная форма, первая часть которой сложнее периода. Чаще всего первая часть представляет собой простую двух- или трёхчастную форму, но иногда бывает и сложнее (кроме того, средний раздел тоже может быть написан в сложной форме). Примеры таких произведений:
- Прокофьев — опера «Война и мир», Полонез из второй картины первого действия: первая часть сложной трёхчастной формы сама представляет собой сложную трёхчастную форму;
- Римский-Корсаков — сюита «Шехеразада», вторая часть «Рассказ царевича Календера»: первая часть и реприза написаны в форме вариаций;
- Бетховен — Симфония № 9, скерцо: первая часть и реприза написаны в сонатной форме без разработки.

## Применение
Сложная трёхчастная форма может быть как формой самостоятельного произведения (например, скерцо Шопена), так и частью цикла: сюиты либо сонатно-симфонического цикла (в последнем обычно «жанровая» часть — менуэт или скерцо, либо медленная часть). Также является традиционной формой жанровой музыки — танцев, маршей и пр.
Основная эстетическая функция сложной трёхчастной формы — способность вмещать контрасты значительной силы и большого качественного разнообразия, обеспечивая в то же время целостность и возможность развития внутри частей.

## Классификация
Поскольку в подавляющем большинстве случаев средняя часть сложной трёхчастной формы основана на новом материале и содержит его экспонирование, то в основе классификации — не тематический фактор, как в простой трёхчастной форме, а структура
Сложные трёхчастные формы бывают:
- Сложная трёхчастная форма с трио. Трио — тип средней части, представляющий контраст (ладовый, темповый, жанровый и др.) по отношению к крайним частям формы
- Сложная трёхчастная форма с эпизодом. Эпизод — тип средней части, характеризующийся тональным единством и типовой структурой, «охватывающей» весь раздел